# Палата представителей Высшего собрания Республики Таджикистан
Маджлиси́ намояндаго́н Маджлиси́ Оли́ Респу́блики Таджикиста́н или Пала́та представи́телей Вы́сшего собра́ния Респу́блики Таджикиста́н (тадж. Маҷлиси намояндагони Маҷлиси Олии Ҷумҳурии Тоҷикистон) — нижняя палата Маджлиси Оли (Высшего собрания) Республики Таджикистан. Срок полномочий палаты составляет 5 лет.

## Избирательная система
Члены Палаты представителей избираются двумя способами: 41 член избирается в одномандатных избирательных округах с использованием системы двух туров, а 22 избираются путём пропорционального представительства в одном общенациональном округе с избирательным барьером 5 %.

## Руководители Палаты
| Председатель         | Вступил в должность | Окончание полномочий |
| -------------------- | ------------------- | -------------------- |
| Сайдулло Хайруллоев  | 27 марта 2000       | 16 марта 2010        |
| Шукурджон Зухуров    | 16 марта 2010       | 17 марта 2020        |
| Махмадтоир Зокирзода | 17 марта 2020       | 19 марта 2025        |
| Файзали Идизода      | 19 марта 2025       | Ныне в должности     |

## Последние выборы
На парламентских выборах 2 марта 2025 года представители шести политических партий Таджикистана вошли в состав палаты. На этих выборах палаты представителей, обладателями депутатских кресел стали следующие кандидаты: от Народно-демократической партии Таджикистана — 49, Аграрной партии Таджикистана - 7, Партии экономических реформ Таджикистана - 5, и по одному представителю от Социалистической и Демократической партий.

## Созывы

### I созыв
| Партия                                      | Мест     |
| ------------------------------------------- | -------- |
| Народно-демократическая партия Таджикистана | 36 из 63 |
| Коммунистическая партия Таджикистана        | 13 из 63 |
| Независимые                                 | 10 из 63 |
| Партия исламского возрождения Таджикистана  | 2 из 63  |
| Вакантные места                             | 2 из 63  |

### II созыв
| Партия                                      | Мест     |
| ------------------------------------------- | -------- |
| Народно-демократическая партия Таджикистана | 49 из 63 |
| Коммунистическая партия Таджикистана        | 4 из 63  |
| Партия исламского возрождения Таджикистана  | 2 из 63  |
| Вакантные места                             | 8 из 63  |

### III созыв
| Партия                                      | Мест     |
| ------------------------------------------- | -------- |
| Народно-демократическая партия Таджикистана | 55 из 63 |
| Коммунистическая партия Таджикистана        | 2 из 63  |
| Партия исламского возрождения Таджикистана  | 2 из 63  |
| Аграрная партия Таджикистана                | 2 из 63  |
| Партия экономических реформ Таджикистана    | 2 из 63  |

### IV созыв
| Партия                                      | Мест     |
| ------------------------------------------- | -------- |
| Народно-демократическая партия Таджикистана | 51 из 63 |
| Аграрная партия Таджикистана                | 5 из 63  |
| Партия экономических реформ Таджикистана    | 3 из 63  |
| Коммунистическая партия Таджикистана        | 2 из 63  |
| Демократическая партия Таджикистана         | 1 из 63  |
| Социалистическая партия Таджикистана        | 1 из 63  |

### V созыв
| Партия                                      | Мест     |
| ------------------------------------------- | -------- |
| Народно-демократическая партия Таджикистана | 47 из 63 |
| Аграрная партия Таджикистана                | 7 из 63  |
| Партия экономических реформ Таджикистана    | 5 из 63  |
| Коммунистическая партия Таджикистана        | 2 из 63  |
| Демократическая партия Таджикистана         | 1 из 63  |
| Социалистическая партия Таджикистана        | 1 из 63  |

### VI созыв
| Партия                                      | Мест     |
| ------------------------------------------- | -------- |
| Народно-демократическая партия Таджикистана | 49 из 63 |
| Аграрная партия Таджикистана                | 7 из 63  |
| Партия экономических реформ Таджикистана    | 5 из 63  |
| Демократическая партия Таджикистана         | 1 из 63  |
| Социалистическая партия Таджикистана        | 1 из 63  |